# Cotiledón

Partes de una semilla. El cotiledón está en el germen.

En botánica, los cotiledones (del latín cotylēdon, y este del griego κοτυληδών kotylēdṓn; propiamente 'en forma de copa') son las primeras hojas de las plantas. Estos forman parte del germen de la semilla de los antófitos.

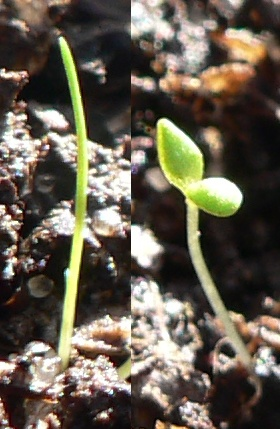
A la izquierda se observa el brote de una planta con germinación hipogea (monocotiledónea), quedando su único cotiledón en la semilla; a la derecha, en comparación, se muestra una dicotiledónea.

Las monocotiledóneas reciben ese nombre porque tienen semillas con un único cotiledón (el trigo y el maíz, entre otras); las de las dicotiledóneas, dos. Los cotiledones se distinguen de las otras hojas secundarias de la plántula por su tamaño, además de que contienen nutrientes tales como aceite, fécula, o bien son capaces de digerir el albumen.[cita requerida]

### Función
En la mayoría de las plantas dicotiledóneas, los cotiledones almacenan nutrientes que son utilizados durante y después de la germinación. Durante el desarrollo del embrión, los cotiledones se engrosan y se llenan con almidones, lípidos y/o proteínas, mientras que el endospermo, que provee los nutrientes, se va encogiendo. Cuando la semilla está madura, los cotiledones alcanzan un gran tamaño y el endospermo puede haberse consumido totalmente (semilla exalbuminosa). 
En las monocotiledóneas, el cotiledón no se engrosa y llena; en vez de eso, el endospermo permanece y se encuentra presente en la semilla madura (semilla albuminosa), y durante la germinación, actúa como tejido de absorción y digestión, transfiriendo los nutrientes del endospermo al embrión.

### Desarrollo

Embriogénesis en seis fases (izq. a der. y de arriba abajo): I.- Cigoto; II.- Preembrión; III.- Globular; IV.- Corazón; V.- Torpedo; VI.- Embrión maduro. 1) Endospermo; 2) Cigoto; 3) Embrión; 4) Suspensor; 5) Cotiledones; 6) Meristemo apical del brote; 7) Meristemo apical de la raíz; 8) Radícula; 9) Hipocótilo>; 10) Epicótilo; 11) Cubierta de la semilla.

El desarrollo de los cotiledones sucede durante la embriogénesis, y puede iniciar durante o después de que el procambium se torna distinguible. Comprende dos fases de desarrollo celular: en la primera, el crecimiento sucede fundamentalmente debido a la mitosis (aumento del número de células), y en la segunda predomina la expansión celular (aumento de volumen). 
Conforme el cotiledón se desarrolla en eudicotiledóneas, el embrión globular asume poco a poco una forma bilobulada, o "de corazón". Esta fase es llamada fase corazón. Posteriormente, ambos cotiledones se elongan, y se establece un eje que consiste de la radícula (raíz primordial), el epicótilo (tallo primordial), y el hipocótilo (la coyuntura de la raíz y el brote) y los meristemos primarios se extienden con ellos durante la fase torpedo. Mientras tanto, en las monocotiledóneas, los embriones toman una forma cilíndrica ya que forman un solo cotiledón que, en general, se vuelve la estructura dominante debido a que es mucho más grande que el resto del embrión. Tanto en monocotiledóneas como en dicotiledóneas, el patrón basal-apical del embrión se vuelve discernible justo antes del surgimiento de los cotiledones.
El crecimiento inicial del embrión es controlado por los tejidos maternos, y el número de células de los cotiledones está relacionado con el tamaño de la semilla, por lo cual se cree que el control de la división celular es clave en la fase inicial del desarrollo seminal. Por ejemplo, en las semillas de Arabidopsis thaliana, los azúcares procedentes del tejido materno inducen ciclinas de tipo D2 y D3, las cuales probablemente coordinan el proceso de división celular durante estas etapas iniciales.